# Всеукраїнський фонд відтворення видатних пам'яток історико-архітектурної спадщини імені О. Гончара
Всеукраї́нський фонд відтво́рення видатни́х пам'ято́к істо́рико-архітекту́рної спа́дщини і́мені О. Гончара́ — всеукраїнська благодійна організація по відродженню видатних пам'яток історико-архітектурної спадщини України.

## Історія
Фонд створений 12 червня 1996 року Указом Президента України Л. Д. Кучми № 422 на підтримку ініціативи громадських організацій і відомих діячів культури України з метою сприяння відтворенню Михайлівського золотоверхого монастиря, Успенського собору Києво-Печерської лаври та інших визначних пам'яток, залучення до цього благодійних внесків і пожертв. Очолив Фонд академік НАН України П. Т. Тронько. Згодом на Фонд покладено фінансування реалізації Державної Програми відтворення видатних пам'яток історії та культури України (затверджена Постановою Кабінету Міністрів України № 700 від 23 квітня 1999 року). Голова фонду Аржевітін Станіслав.

## Діяльність
Фонд збирає і спрямовує благодійні внески та пожертви на відродження втрачених пам'яток історії та культури України. За участі Фонду відроджено, серед інших:
- Михайлівський Золотоверхий собор,
- Успенський собор Києво-Печерської лаври
- Церкву Різдва Христового в Києві
- Синагогу «Золота Роза»
- Наскельну фортецю «Тустань»
- Свято-Успенський кафедральний собор у Полтаві
- Іконостас Мгарського монастиря
- Шарівський палацово-парковий ансамбль

Всього під опікою Фонду знаходиться 56 пам'яток архітектури в Україні та Каплиця над могилою гетьмана Петра Дорошенка в с. Ярополець Московської обл. Російської Федерації.

## Відзнаки
Фонд має кілька власних відзнак для нагородження благодійників. Зокрема, Вищу відзнаку Всеукраїнського фонду ім. Олеся Гончара, якою нагороджені Леонід Кучма (1998), Віктор Ющенко (1998), Стефан Посаківський (США, 1999), Олександр Омельченко (1999), Петро Тронько (2000), Державна митна служба України (1996) (2001), Національний банк України (2003) та медаль «За благодійність та доброчинність у відтворенні втрачених святинь».